# Exochus humerator
Exochus humerator là một loài tò vò trong họ Ichneumonidae.